# 최후의 툰드라
《최후의 툰드라》는 SBS TV의 다큐멘터리 프로그램이다. SBS 창사 20주년 특집으로 방송되었다.

## 방송 회차 및 시청률
| 회차 | 방송일           | 부제          | 시청률 | 시청률 |
| 회차 | 방송일           | 부제          | TNMS   | AGB    |
| ---- | ---------------- | ------------- | ------ | ------ |
| 1부  | 2010년 11월 14일 | 땅의 노래     | 11.5%  | 11.3%  |
| 2부  | 2010년 11월 21일 | 툰드라의 아들 | 11.4%  | 12.2%  |
| 3부  | 2010년 11월 28일 | 곰의 형제들   | 11.4%  | 12.5%  |
| 4부  | 2010년 12월 5일  | 샤먼의 땅     | 8.4%   |        |

## 극장판
- TV에서 방송하지 않은 장면을 담아 SBS콘텐츠허브의 배급으로 2011년 2월 17일 극장에서 개봉하였다.

## 참고 사항
- 캐논 EOS 5D Mark II와 15대의 EF 렌즈로 촬영하였다.[3]
- 2022년에 방송된 <가디언즈 오브 툰드라>의 4부작으로 재구성한 다큐멘터리이다.

## 같이 보기
- 툰드라
- 북극의 눈물 (MBC) - 해빙, 사라지는 툰드라 편